# Pau Sabaté Jaumà
Pau Sabaté Jaumà   (Reus, 7 de gener de 1872 - Barcelona, 1954) va ser un pintor català.
Mostrant des de petit inclinació pel dibuix, el seu pare el portà a l'Acadèmia Fortuny de Reus dirigida per Ramon Casals i Vernis. Després de cursar el batxillerat a la seva ciutat natal, va traslladar-se a Barcelona per estudiar arquitectura, assistir simultàniament a l'Escola de la Llotja i treballar a la Casa Rigalt, dirigida per Antoni Rigalt, com a projectista i pintor de vitralls. Però va abandonar-ho tot per treballar professionalment com a dibuixant. Així va ser com va començar a realitzar aquarel·les de figurins de sastreria que van donar-li una gran fama en els seus quaranta anys de dedicació a l'ofici. Les seves figures estilitzades, els colors suaus, aplicats amb pinzellada solta i l'extremada perfecció dels vestits són mostres eloqüents de la seva accentuada habilitat amb el llapis i el pinzell.
Una altra de les seves grans afeccions va ser la realització de models per a ferros forjats que van publicar-se en un volum titulat Ferros Artístics. No menys interessants són els seus dibuixos a la ploma dels carrers barcelonins, recollits a Barcino, una obra que demostra l'extraordinària facilitat amb la qual Sabaté ho convertia tot en un ordenat conjunt de traços realistes i expressius.
L'any 1927 va ser nomenat president de l'Agrupació d'Aquarel·listes de Catalunya, càrrec que va ocupar fins al juliol de 1936 i des del qual va desenvolupar una tasca molt important de rellançament de l'entitat.
Malauradament, a partir dels anys cinquanta, la seva dedicació al dibuix i a la pintura es va veure minvada per una greu afecció ocular, però seguí en el treball artístic, dedicant-se a la forja.
Les seves obres es troben repartides a nombroses col·leccions privades de Catalunya i Espanya.
La ciutat de Reus li va dedicar un carrer entre el carrer de la Barceloneta i la Riera de Miró.